# Liantang, Gaoyao
Liantang (kinesiska: 莲塘) är en köping i sydöstra Kina. Den ligger i stadsdistriktet Gaoyao i staden Zhaoqing i provinsen Guangdong, omkring 86 kilometer väster om provinshuvudstaden Guangzhou. Antalet invånare är 58 429. Befolkningen består av 28 236 kvinnor och 30 193 män. Barn under 15 år utgör 18,0 %, vuxna 15-64 år 71 %, och äldre över 65 år 10,0 %.